# Forenza
Forenza (Ferénzë in dialetto lucano) è un comune italiano di 1 761 abitanti della provincia di Potenza in Basilicata.

## Geografia fisica

### Territorio
Sorge a 836 m s.l.m. a nord dell'Appennino Lucano, nella Valle del Bradano nella parte settentrionale della provincia.  Fa parte della comunità montana Alto Bradano. Il territorio comunale presenta al suo interno, in connessione con i comuni circostanti, una delle aree forestali più grandi e intatte d'Italia, con alberi maestosi e una vegetazione e una fauna molto diversificate. Il colle su cui sorge Forenza è chiamato "Balcone delle Puglie" perché è possibile osservare il panorama del Tavoliere pugliese fino al Gargano e al Monte Vulture.
Confina con i comuni di: Maschito (10 km), Acerenza (14 km), Banzi e Palazzo San Gervasio (16 km), Ginestra e Ripacandida (18 km), Genzano di Lucania (22 km), Filiano (29 km), Pietragalla (30 km) e Avigliano (39 km).

### Clima
Data la sua altitudine, il comune di Forenza ha un clima temperato freddo, con piogge frequenti nelle stagioni autunnali ed invernali ed inverni molto rigidi con cadute abbondanti di neve. Le estati sono fresche con un clima secco. Secondo i dati medi del trentennio 1961-1990, la temperatura media del mese più freddo, gennaio, è di +3,4 °C, mentre quella del mese più caldo, agosto, è di +22,8 °C.

## Storia
Secondo fonti storiche, il nome del comune deriva da Forentum, antico sito di origine sannita citato da Orazio, Livio, Diodoro Siculo e Plinio il Vecchio. Tuttavia, l'attuale centro abitato di Forenza non è quello cui si riferiscono questi antichi scrittori, essendo sorto in un luogo poco distante dall'antico sito. Forentum era una colonia sannita che poi cadde sotto il dominio romano ad opera di Fabio Massimo. Allora era ubicata su una via obbligata, che collegava Venusia a Bantia ed Acheruntia, zona oggi detta San Martino.
Gli abitanti di Forentum, non essendo in grado di difendersi dai frequenti attacchi esterni, costruirono un nuovo centro abitato su una collina poco distante e questo nuovo insediamento corrisponde all'attuale Forenza. Il nuovo sito iniziò ad essere abitato intorno al IX secolo. In quel periodo, quando nacque il principato longobardo di Salerno che includeva quasi tutta l'antica Lucania, Forenza faceva parte del ducato di Puglia.
La cittadina subì prima la dominazione bizantina e poi quella longobarda, venendo inclusa nel "Gastaldato di Acerenza". In questo periodo fu edificato un castello, collocato al centro del pianoro (l'attuale piazza Regina Margherita); della struttura, al giorno d'oggi, non è rimasto nulla. In seguito divenne feudo dell'impero normanno e poi fu dominata dagli angioini, che vi apportarono modifiche strutturali, come testimoniato dai resti di quelle che una volta erano le mura angioine del XIII secolo. Gli angioini affidarono Forenza al principe Giovanni Caracciolo e successivamente gli Asburgo la concedettero alla famiglia Doria, signori di Melfi.
Il 14 febbraio 1892 ci fu una rivolta contadina per protestare contro la tassa della famiglia (la tassa "foci") ed il comune registrò vari disordini, con il municipio che venne dato alle fiamme. Allora il governo italiano spedì un battaglione di bersaglieri per soffocare la rivolta, che pose il quartier generale nel palazzo di Tufaroli, e numerosi contadini vennero uccisi. 
Negli anni della seconda guerra mondiale, tra il 1940 e il 1943, 7 profughi ebrei provenienti dalla Germania, dall'Austria e dalla Polonia furono confinati in soggiorno coatto a Forenza. Furono tutti liberati con l'arrivo dell'esercito alleato nel settembre 1943. Alcuni di loro poterono già emigrare negli Stati Uniti nel luglio 1944. Gli altri si trasferirono a Bari in attesa della fine della guerra.
Dopo la seconda guerra mondiale Forenza subì un forte fenomeno migratorio, vedendo la sua popolazione diminuire di circa tremila abitanti fino alle soglie del 2010.

### Simboli
Lo stemma del comune di Forenza è stato concesso con decreto del presidente della Repubblica del 28 gennaio 2004.
(D.P.R. 28.01.2004 concessione di stemma e gonfalone)
Il gonfalone è un drappo di bianco con la bordatura di azzurro.

## Società

### Evoluzione demografica
Abitanti censiti

## Monumenti e luoghi d'interesse

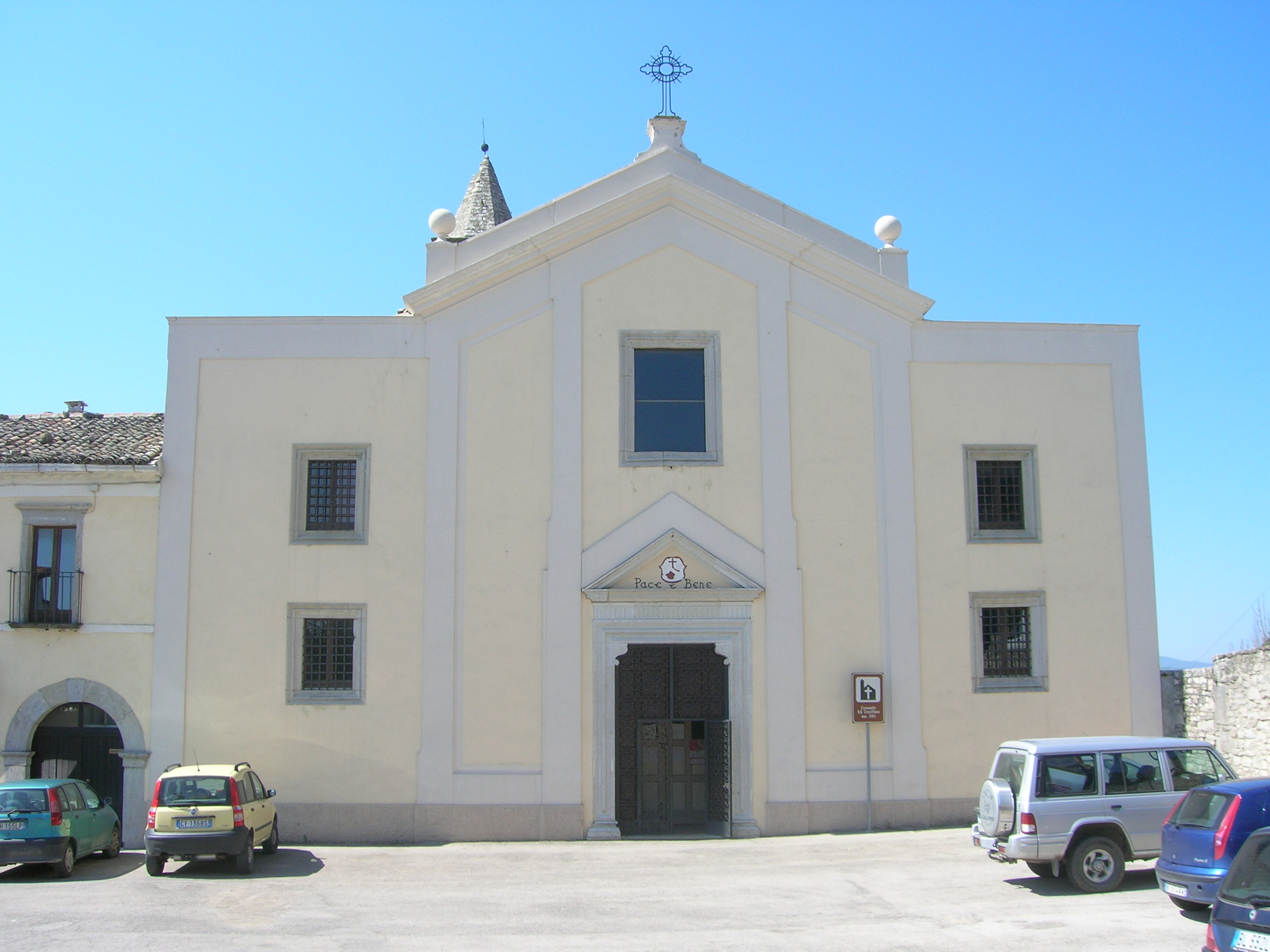
Convento del SS. Crocifisso

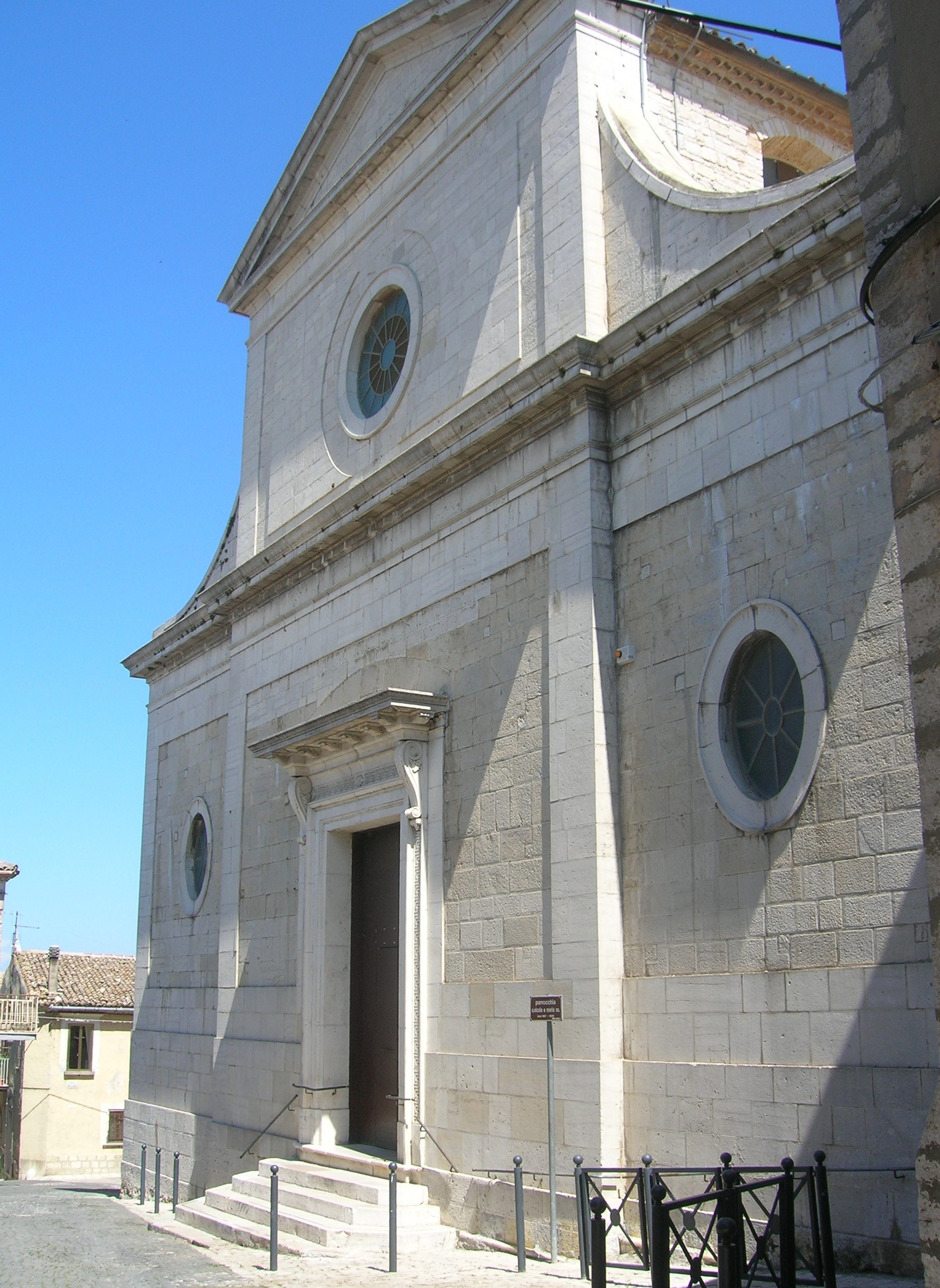
Chiesa dei Santi Nicola e Maria

- Convento del SS. Crocifisso: risale al XVII secolo e comprende un santuario con una statua lignea di Gesù Cristo. Conserva tele del Cinquecento ed un dipinto di "Santa Maria della Stella" del XIV secolo.
- Chiesa di San Nicola e Maria SS.: costruita nel Settecento, conserva un busto argenteo di sant'Antonio da Padova.
- Chiesa di Santa Maria dell'Armenia, una delle più antiche di Forenza (risale al XII secolo), di cui sono rimasti alcuni ruderi.
- Chiesa rupestre di San Biagio, appartenuta ai basiliani, scavata in una grotta da un seguace di san Vitale.
- Chiesa dell'Annunziata, edificata nel periodo cinquecentesco.
- Museo etnografico della casa contadina: ubicato nel centro storico, rappresenta una casa tipica della cultura contadina di fine Ottocento e inizio Novecento.

## Cultura

### Eventi
- Palio delle 7 contrade - agosto[senza fonte]
- Corteo storico dei Templari - 16 agosto[senza fonte]
- Festa patronale di san Carlo Borromeo - 4 novembre[senza fonte]

## Economia
L'economia locale è perlopiù basata sull'agricoltura, con la coltivazione di vigneti e oliveti. Forenza è uno dei produttori dell'Aglianico del Vulture, riconosciuto DOC nel 1971. Il comune fa anche parte dell'Associazione Nazionale Città dell'Olio, ente senza fini di lucro, nato nel 1994 per promuovere l'olio extravergine d'oliva e i territori di produzione. I settori industriale e turistico sono molto scarsi. Tra le attività più tradizionali vi sono quelle artigianali, legate alla cultura contadina e pastorale. Queste attività si distinguono per la lavorazione del legno finalizzata sia alla produzione di mobili sia di oggetti casalinghi, oltreché per l'intaglio a fini artistici.

## Amministrazione

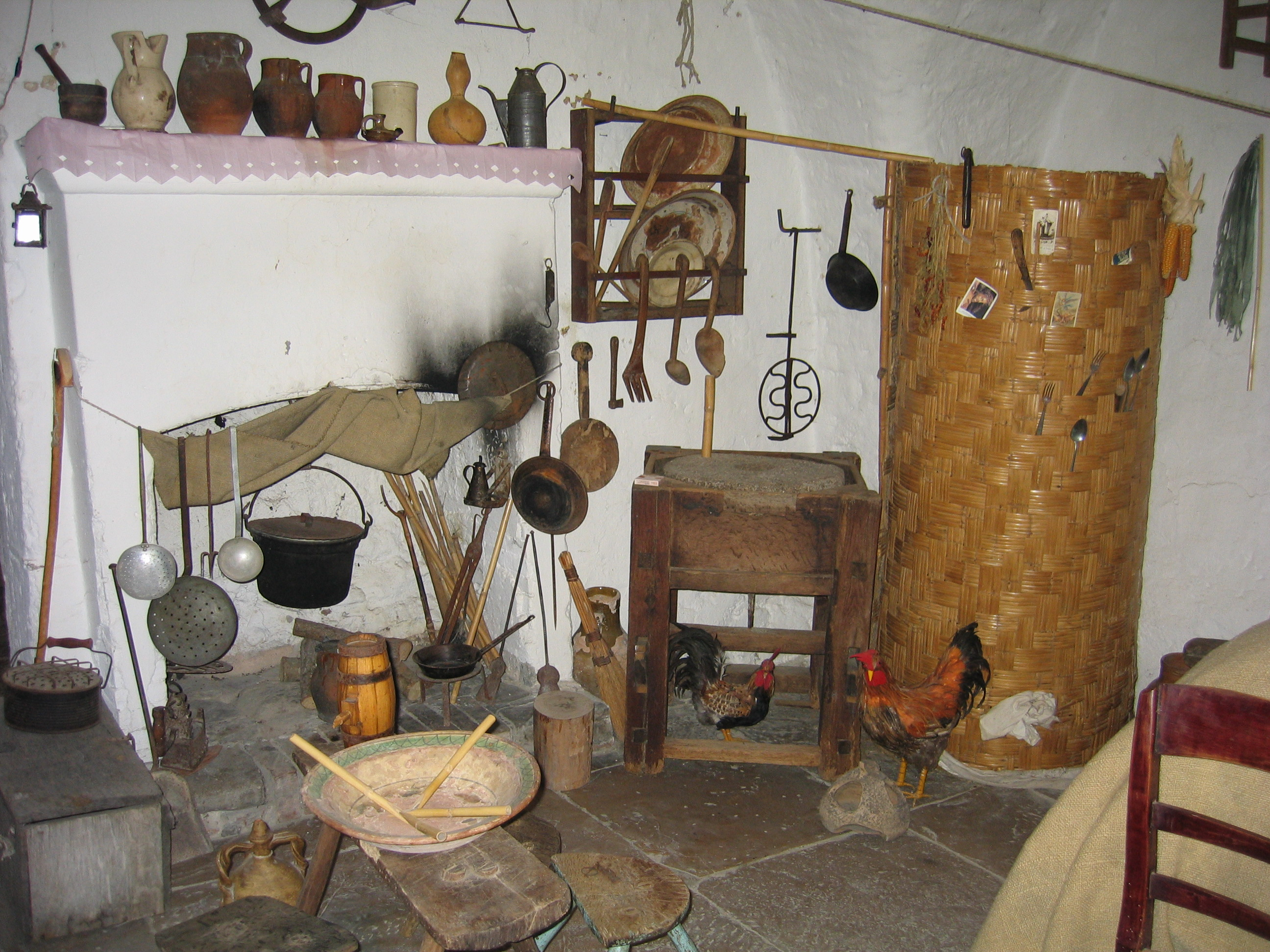
Museo etnografico della Casa Contadina

| Periodo        | Periodo        | Primo cittadino       | Partito                         | Carica  | Note   |
| -------------- | -------------- | --------------------- | ------------------------------- | ------- | ------ |
| 5 aprile 2005  | 31 maggio 2015 | Francesco Mastrandea  | PD                              | Sindaco | [ 12 ] |
| 31 maggio 2015 | 10 giugno 2018 | Leonardo Lorusso      | Lista civica                    | Sindaco | [ 12 ] |
| 10 giugno 2018 | 14 maggio 2023 | Francesco Mastrandrea | lista civica Florenza autentica | Sindaco | [ 12 ] |
| 14 maggio 2023 | in carica      | Francesco Mastrandrea | lista civica Florenza autentica | Sindaco | [ 12 ] |